# Grisaia no Kajitsu
Grisaia no Kajitsu (グリザイアの果実 Gurisaia no Kajitsu?), también conocido como Le Fruit de la Grisaia, es una novela visual japonesa. Es la primera de una serie de novelas visuales con diseños de personajes creados por Akio Watanabe y Fumio. Fue lanzado en febrero de 2011 para Sistemas operativos de Windows , y más tarde fue relanzado a la PlayStation Portable y PlayStation Vita. También se produjeron dos secuelas de la novela para Windows: Le Labyrinthe de la Grisaia en febrero de 2012 y Le Edén de la Grisaia en mayo de 2013. Ha habido dos manga de adaptaciones publicado por Akita Shoten y Mag Garden. Se lanzó un anime serie de televisión producida por 8-Bit que se emitió en Japón entre octubre y diciembre de 2014. Las adaptaciones de anime de Le Labyrinthe de la Grisaia y Le Edén de la Grisaia se estrenaron en abril de 2015. Se ha anunciado una adaptación de la serie de televisión de anime de Grisaia: Phantom Trigger.
Una secuela de la película titulada Grisaia: Phantom Trigger the Animation Stargazer se estrenó el 27 de noviembre de 2020. Una adaptación de la serie de televisión de anime de Grisaia: Phantom Trigger se emitió de enero a marzo de 2025.

## Jugabilidad
Grisaia no Kajitsu es una novela visual en el que el jugador asume el papel de Yuuji Kazami. Gran parte de su modo de juego se gasta en la lectura de la historia narrativa y el diálogo. El fruto del Grisaia sigue una línea argumental, ramificación con múltiples finales y, en función de las decisiones que el jugador hace durante el juego, la trama se centrará en una dirección específica.
Hay cinco principales líneas argumentales que el jugador tendrá la oportunidad de experimentar una historia por cada heroína. A lo largo del juego, el jugador tiene varias opciones para elegir, y la progresión de texto se detiene en estos puntos hasta que se tome una decisión. Algunas decisiones pueden llevar el juego a terminar prematuramente, con un final alternativo a la trama. Para ver todas las líneas de la trama en su totalidad, el jugador tendrá que volver a jugar el juego varias veces y elegir diferentes opciones para seguir la trama a una dirección alternativa. A lo largo del juego, hay escenas con GC sexuales que representan a Yuuji y una heroína marcado por las relaciones sexuales.

## Argumento
Yuuji Kazami se transfirió a la academia Mihama, una escuela con solo cinco alumnas y caracteres similares a una prisión. Cada estudiante en la escuela tiene sus propias "circunstancias" para estar ahí, pero Yuuji no está obligado a hacer nada que no quiera.

## Personajes

### Personajes principales
Yuuji Kazami  (風見雄 Kazami Yūji)
Interpretado por: Takahiro Sakurai (Anime)
El protagonista de Grisaia. Número 9029, Yuuji es un asesino a sueldo que trabaja para la élite militar, su especialidad es la ejecución de las misiones de operaciones encubiertas. Cansado de su vida, él quería vivir una vida escolar normal, Yuuji es realista y muy cuidadoso, siempre planifica y explora diferentes escenarios antes de hacer algún movimiento. Aparte de sus métodos militares de tortura ocasionales, él es solo un joven tranquilo pero es muy estratega. Se disfraza como un "estudiante de intercambio de Canadá". Por su dura vida marcada por los asesinatos, abusos, y la muerte de sus padres, Yuuji fue adoptado por Asako Kusakabe, la persona a la cual llama maestra, ella es quien le enseñó mejores tácticas de combate y supervivencia a Yuuji, además fue la que le entregó una razón para vivir. Teniendo él tan sólo 12 años, Asako fue además su primera compañera sexual luego de un año de empezar a vivir con ella, provocando en Yuuji una adicción al sexo durante su adolescencia, esta adicción la fue superando con el tiempo.
Yumiko Sakaki  (榊 由美子 Sakaki Yumiko)
Interpretado por: Ryoko Tanaka (PC, PSP y anime), acreditada como Hikaru Isshiki en la versión para PC
Estudiante de segundo año de la academia Mihama, es hija del magnate de "East Beach Railway Express Group". Ella fue la primera estudiante matricularse en esta escuela. Su rasgo carácter es su largo cabello negro. Debido a su franqueza y una personalidad difícil a menudo entra en conflicto con otros personajes. Siempre tratando de estar a solas, apenas intenta llevarse bien con los demás. Siempre lleva una trincheta con ella y la utiliza para amenazar a otros, particularmente Yuuji, cuando se enoja. Ella lee tantos libros que se le ha apodado ratón de biblioteca, y ella ama especialmente novelas de misterio. Aunque Yumiko es una dama, ella cambia por completo en la hora del almuerzo; generalmente come alimentos chatarra, los fideos de soba fritos, son sus platos favoritos.
Amane Suou  (周防天 Suo Amane )
Interpretado por: Hiroko Taguchi (PC, PSP y anime), acreditada como Sora Yukimi en la versión para PC
Estudiante de tercer año de la Academia Mihama, es como una madre para los integrantes de la academia, ella es quien siempre cuida de los demás. Ella es conocida como la "mamá" de Makina. Por algunas circunstancias, ella se saltó un año escolar en su escuela anterior, por lo que ella es en realidad 2 años mayor que Yuuji. Ella es alta y tiene un buen cuerpo e intenta utilizarlo para seducir a Yuuji. Su familia tiene un restaurante de larga tradición en Ginza, por lo que es buena en la cocina. Ella está profundamente interesada en los coches y ha adquirido una licencia de vehículo de dos ruedas. Amane también tiene una moto que fue remodelada por un lugar llamado "Boba Eijirou" (ボ バ 太郎) y ella puso un garaje de la Academia.
Michiru Matsushima  (松嶋みち Matsushima Michiru )
Interpretado por: Kaori Mizuhashi (PC, PSP y anime), acreditada como Urara Hani en la versión para PC
Estudiante de segundo año de la Academia Mihama, es una tsundere con dos coletas rubias blanqueadas, posee trastorno de identidad disociativo . Ella tiene un profundo interés en los tsunderes y trata de actuar como tal. Su tonta y enérgica personalidad hace que se distraiga demasiado pues sus calificaciones son malas. Siempre lleva con ella una bolsa en forma de tiburón que contiene dulces de limonada. A pesar de tener dificultades con alimentos ácidos, todavía trata de beber 100% pura vitamina C con el fin de "mejorar su inteligencia", como ha dicho Michiru. Ella ha encontrado un montón de mala suerte desde su nacimiento, pero siempre se las arregla para conseguir salir de los problemas de una forma u otra. Michiru también aparece en el spin-off del juego titulado Mahō Shōjo Chiru Chiru Michiru ☆ como personaje principal.
Makina Irisu  (入巣蒔 Irisu Makina )
Interpretado por: Tomoe Tamiyasu (PC, PSP y anime)
Ella es de primer año y estudiante de la Academia Mihama , ella es chica inocente y despreocupada. Por alguna razón inexplicable, es difícil de entender su personalidad. En general, se puede explicar en una sola palabra, "Tonta", pero a veces lo que dice y el comportamiento que tiene hace que la gente la evite. Por estas razones, la mayoría de las personas que habla con ella durante 5 minutos dirán "Esta chica es horrible". Ella adora a Yuuji y lo ve como un hermano y Amane como una hermana. Ella llama a Yuuji "Onii-chan". Aunque ella tiene su propia habitación en el dormitorio, ella siempre permanece en la habitación de Amane. Ella siempre lleva hasta las rodillas 2 calcetas de colores diferentes. Debido al trabajo de sus padres, ella se quedó en el extranjero por lo que ella puede hablar inglés. Su familia se rumorea que es un gran camarilla financiera que controla los bajos fondos de Japón, pero rara vez la gente sabe la infelicidad que ella sufrió por haber nacido en una familia tan problemática. Makina solía ser la sucesora de la familia Irisu pero su herencia fue trasladada a su hermana menor, Irisu Sarina, después de que ella sufrió un shock mental en un accidente. A pesar de todo eso, ella todavía tiene ¥ 70,000,000 como ahorros personales.
Sachi Komine  (小嶺 Komine Sachi)
Interpretado por: Ai Shimizu (PC, PSP y anime), acreditada como Mikasa Okamura en la versión para PC
Ella es de primer año y estudiante de la Academia Mihama, de la mucama de la Academia Mihama. Excepto cuando va a la escuela, toma un baño o va a natación, siempre lleva su uniforme de mucama. Ella dijo que todo el mundo le dijo que tiene que llevar el uniforme de mucama tanto como sea posible. Educada, tiene un fuerte sentido de la responsabilidad, Sachi nunca deja de cumplir con cualquier solicitud de los demás. En su diccionario diario, solo hay 3 palabras "recibir", "confirmar" y "ejecutar". Debido a eso, ella toma a menudo demasiado en serio su trabajo y hace un montón de problemas pero trata de solucionarlos. Su animal favorito es el tiburón. La bolsa en forma de tiburón que lleva Michiru fue hecha por ella.

### Personajes secundarios
Chizuru Tachibana  (橘 千鶴 Tachibana Chizuru)
Interpretado por: Natsumi Yanase (PC, PSP y anime), acreditada como Izumi Maki en la versión para PC
La única hija del gobernador de la prefectura y Directora de la Academia Mihama. Para ella, Yuuji es un benefactor de la vida porque él la rescató en un evento en el pasado. Debido a eso, cuando Yuuji le dijo que quería tener una vida escolar normal, ella le ofreció la oportunidad de inscribirse a la Academia Mihama . A veces, ella es confundida con una niña de la escuela secundaria debido a su figura joven. Su edad es de alrededor de 30, y ella todavía es virgen. Ella tiene la costumbre de tartamudear al hablar.
Yuria Harudera  (春寺 由梨亜 Harudera Yuria)
Interpretado por: Erika Narumi (PC, PSP y anime), acreditada como Suzune KUsunoki en la versión para PC
Tutora y jefa de Yuuji. Su antiguo nombre era Julia Bardera pero ella lo cambió después de mudarse a Japón, por eso Yuuji la llama "JB". Es rubia, alta y de ojos azules. A pesar de que parece norteamericana, ella es mestiza, entre alemán e italiano. Ella tiene un Ferrari amarillo. Durante una visita a la casa de Asako Kusakabe, Yuria se entera de que Asako tiene relaciones sexuales con Yuuji por placer, quedando en shock. Asako le propone a Yuria terminar su virginidad con Yuuji diciéndole que él tiene mucha experiencia en la cama y que ella está ya muy vieja para ser virgen, pero Yuria se niega rotundamente. Sin embargo, cuando comenzaron a beber ella se emborracha y Asako le ordena a Yuuji que se la lleve a la habitación y la "trate bien", Yuuji la llevó a la cama, le quitó la ropa y terminaron teniendo relaciones sexuales en dos ocasiones. Yuria protesta pero no se resiste.

### Otros personajes
Kazuki Kazami (風見一 Kazami Kazuki)
Interpretado por:Yukari Aoyama (PC), Akane Tomonaga (PSP y anime)
La hermana mayor de Yuuji. A pesar de su cuerpo delicado y diminuto, ella tiene una inteligencia brillante y sobresale en el juicio que se puede llamar un genio. Ella es de la misma edad que Amane. Ambas fueron a la misma escuela, la "Academia Privada Takizono", ella estaba en el equipo de baloncesto de la academia. Ella "murió" en un accidente y su muerte influye mucho en la vida de Yuuji, su hermano, y de Amane, su mejor amiga. Ella se sentía culpable y atraída por Yuuji, constantemente acosándolo sexualmente. Aparentemente ella murió, pero su mente se integró con el Sistema de Thanatos por CIRS. Más tarde, se reveló que tiene un cuerpo y sólo se mantenía conectada a la máquina sin perder ninguna función física ni funcional de este, logrando así salir de las instalaciones donde se mantenía oculta. Al reencontrarse con Yuuji, este llora y le dice que la quiere, luego cuando las otras chicas se alejan y los dejan solos por respeto, ellos dos comienzan a tener relaciones sexuales en un rincón de la cubierta del submarino, entonces Kazuki le dice a Yuuji, estando semi-desnuda, que le tiene que hacer “eso” solo a ella y a ninguna otra chica. Con el paso del tiempo comienza a vivir una vida normal junto a Yuuji y las otras chicas, en la nueva academia fundada en una isla del pacífico. Ella usó desde su reaparición un brazo robótico, pero era sólo un juguete, su brazo no está cortado ni dañado como todos creían.
Asako Kusakabe (日下部 Kusakabe Asako)
Interpretado por: Rino Kawashima (PC), Kei Mizusawa (PSP) (Meikyū y Rakuen)
Es la mujer que Yuuji llama "maestra". Ella es alta, de ojos azules y pelo azul oscuro, ella tiene un hermoso cuerpo atlético por su entrenamiento y un carácter muy fuerte. Ella se hizo cargo de cuidar a Yuuji cuando sus padres fallecieron, lo entrenó y le dedicó mucho tiempo a su desarrollo personal y de combate, le enseñó a mejorar su capacidad de francotirador regalándole un Fusil Sniper CAL-308 mm. Con el tiempo le confiesa a Yuria Harudera que le quitó la virginidad a Yuuji y que tienen relaciones sexuales muy seguido, unas 6 veces por semana y algunas veces tenían sexo hasta 3 veces por día, solo por placer y experiencia para Yuuji. Asako dice que un hombre no estaría satisfecho con hacerlo sólo una vez, además que Yuuji era muy demandante todos los días para tener sexo en cualquier lugar de la casa y que gracias a eso Yuuji es muy bueno en la cama, logrando los multiorgasmos en ella, cosa que ningún otro hombre pudo. Esto provocó que Yuuji tuviera dependencia del sexo a su corta edad, cosa que fue superando con el tiempo. Ella murió un año y medio antes de que Yuuji se matriculara a la Academia Mihama. Después de su muerte, su amiga JB se convirtió en la tutora de Yuuji. En una conversación con JB, Yuuji una vez dijo: "Ella tenía una personalidad áspera". Ella ahora está enterrada entre las montañas de la prefectura de Yamanashi, donde ella y Yuuji solían vivir. Yuuji la recuerda con mucha angustia y, a pesar de no darse cuenta, le tenía algo más que aprecio y respeto a Asako.
Michiaki Sakaki  (榊道 Sakaki Michiaki)
Interpretado por: Kyōsuke Suzuki, Eizō Tsuda (Anime)
El padre de Yumiko, el líder de la camarilla financiera "East Beach Electric Railway Group" y el principal director de la Academia Mihama.
Chiara Farrell  (キアラ・ファレル Farrell Chiara)
Interpretado por: Akane Tsukigase
Un miembro del personal de la sección de información de la Compañía, es la ayudante de JB. Ella está muy interesada en Yuuji. Es dos tercios japonés y un tercio de ascendencia africana, de ahí su tez bronceada. Siempre está bromeando y coqueteando sexualmente con Yuuji frente a JB, acercándose de manera sugerente a Yuuji, diciéndole que si le gustaría tocarle el trasero, manosear sus senos o tener sexo con ella sobre el mesón de la oficina de JB, cosa que Yuuji dice que sí sin dudar, pero cuando estén solos, JB solo se limita a callarlos en un tono autoritario, Chiara siempre cruza miradas con Yuuji, cuando JB y las chicas ayudan a Yuuji, JB le pregunta a Chiara si acepta a ir con ellas y Yuuji, pero Chiara se niega diciendo que no puede traicionar a la compañía, ya que su familia vive en este distrito y su padre está arrestado por cargos de espionaje.

### Grisaia: Phantom Trigger
Rena Fukami (深見 玲奈, Fukami Rena)
Interpretada por: Maaya Uchida, Brittney Karbowski (Inglés)
Una pistolera de Hollow House propiedad de Haruto que está encargada de disparar cosas en su nombre, así como también una estudiante de la Academia Mihama. Tiene una complexión atlética y un complejo hacia su dueño Haruto. Sus armas preferidas incluyen Ignis y Omen, ambas pistolas estilo M1911, un Taurus Judge y un rifle estilo AR-15 llamado Lucanus (conocido como Regius en la narración japonesa).
Tohka Shishigaya (獅子ヶ谷 桐花, Shishigaya Tōka)
Interpretada por: Ayane Sakura, Sarah Wiedenheft (inglés)
Una estudiante de la Academia Mihama con raíces estadounidenses especializada en francotirador. Destaca por su baja estatura y su lengua afilada, lo que la hace chocar cabezas con prácticamente cualquier persona, especialmente con Rena. Sus armas preferidas son una Remington Modelo 700, una Heckler & Koch HK417D y una Smith & Wesson SD.
Christina Sakurako Kujirase (鯨瀬・クリスチィナ・桜子, Kujirase Kurisutina Sakurako)
Interpretada por: Kaori Nazuka, Suzie Yeung (inglés)
Una estudiante de la Academia Mihama con raíces británicas; es especialista en informática y explosivos. Destaca académicamente y es conocida por su excelente cocina. Está armada con una Smith & Wesson Bodyguard 380, pero por lo general no le gusta llevarla a la batalla. Sus compañeros la conocen como "Chris".
Murasaki Ikoma (狗駒 邑沙季, Ikoma Murasaki)
Interpretada por: Atsumi Tanezaki, Lauren Conn (inglés)
Una estudiante de la Academia Mihama que se especializa en disfraces y operaciones furtivas. Es conocida por sus excentricidades y usa un par de Reebok en lugar de zapatos planos. Sus armas preferidas son una Gemtech Oasis Ruger Mark III y una Heckler & Koch MP7A1.
Maki Inohara (井ノ原 真紀, Inohara Maki)
Interpretada por: Yoshino Nanjō, Michelle Rojas (inglés)
Una estudiante de la Academia Mihama y una asesina de Hollow House junto con Rena, a quien esta última trata como a su hermana menor debido a su infancia. Tiene una complexión atlética, una fuerza generalmente inigualable y una actitud beligerante, especialmente cuando se menciona a Haruto. Anteriormente era propiedad de un sindicato criminal ruso antes de que Haruto la acogiera a pedido de Rena. Sus armas preferidas son cuatro Glock 26 acertadamente llamadas Eenie , Meenie , Miney y Mo y una Remington Modelo 870 recortada llamada Dragon-12.
Shiori Arisaka (有坂 秋桜里, Arisaka Shiori)
Interpretada por: Mikako Izawa, Kate Bristol (inglés)
Una profesora recién contratada en la Academia Mihama. Lleva consigo un bloc de notas para tomar notas y suele disculparse con frecuencia. Es extremadamente tímida y se asusta hasta por las cosas más insignificantes.
Haruto Aoi (蒼井 春人, Aoi Haruto)
Interpretado por: Tsubasa Yonaga, Howard Wang (inglés)
El dueño de Rena y Maki, que es estudiante e instructor en la Academia Mihama. Es conocido por su figura andrógina, y muchas personas lo confunden con una dama; esta apariencia se explica más adelante, ya que aparentemente fue un experimento creado por Ichiru, que combinó el ADN de dos personas que se supone que son Yuji y Asako de la novela original. Afirma ser un mal tirador, de ahí que lleve una espada larga similar a una katana en los tiroteos.
Ichiru Sengoku(仙石 一縷, Sengoku Ichiru)
Interpretada por: Toa Yukinari, Elizabeth Maxwell (inglés)
Directora de la Academia Mihama, conocida por su forma de hablar informal y su hábito de fumar cigarrillos. Exmiembro de la generación anterior de Phantom Triggers, especializada como médica. Miembro de la muy adinerada e influyente familia Sengoku.
Nogami Himeko (姫子 野上, Himeko Nogami)
Interpretada por: Tomoe Ohmi, Molly Searcy (inglés)
Asistente personal de Ichiru. A menudo desaprueba las payasadas de Ichiru y las otras chicas. Exmiembro de la generación anterior de Phantom Triggers que se especializó en combate cuerpo a cuerpo y artes marciales.
Izumi Yamamoto (山本 イヅミ, Yamamoto Izumi)
Interpretada por: Haruka Kitagaito, Tia Ballard (inglés)
Armera maestra que maneja todas las armas de los Phantom Triggers. Habla con un marcado acento de Kansai. Rena la apoda cariñosamente "Mocchan".
Choco y Vanilla Inagaki (稲垣 チョコ, 稲垣 バニラ, Inagaki Choko, Inagaki Banira)
Interpretadas por: Sarah Emi Bridcutt, Kristi Rothrock (Choco), Emily Bauer (Vanilla) (inglés)
Gemelas originarias de Alaska que son miembros del otro campus de SORD.
Chihiro Ukawa (宇川 千尋, Ukawa Chihiro)
Interpretado por: Sho Sudo, Daman Mills (inglés)
El mánager de Choco y Vanilla. Habla en un tono relajado y llama a Haruto "Junior". Exmiembro de la generación anterior de Phantom Triggers.
Megumi Kumashiro (九真城 恵, Kumashiro Megumi)
Interpretada por: Suzuko Mimori
Una estudiante transferida de St. Aile's International, una escuela hermana de la Academia Mihama con un tema religioso; actualmente está bajo el cuidado de Tohka. Habla en un tono extremadamente formal y se destaca por su gran apetito. Se especializa como francotiradora, y sus armas preferidas son una Blaser R93 Tactical, una Steyr AUG y una SIG Sauer P226. La mayoría de sus compañeros de clase la apodan "Gumi"; Maki le da el apodo bastante desagradable de "Sgt. Gummer".
Taiga Sengoku (仙石 大雅, Sengoku Taiga)
Interpretada por: Natsumi Takamori
Prima hermana de Ichiru y miembro de la influyente familia Sengoku. A pesar de su baja estatura, es ingeniosa, muy inteligente y puede ser brusca a veces. Actualmente está bajo el cuidado de Chris y trabaja como médica para el equipo. Su arma preferida es una FN Five-seven.
Yūki Ikoma (狗駒 悠希, Ikoma Yūki)
Interpretada por: Mikoi Sasaki
Hermana mayor de Murasaki. Miembro de la generación anterior de Phantom Triggers. A menudo se destaca por su personalidad siempre cambiante, con diferentes personalidades y "recuerdos" cada vez que conoce a alguien. Sus armas preferidas incluyen una Makarov búlgara y una AKS-74U.
Sylvia Hartnett (シルビア・ハートネット, Shirubia Hātonetto)
Interpretada por: Juri Nagatsuma
Una estudiante de último año que forma parte del equipo SORD de St. Aile's International. Habla en un tono extremadamente refinado y siempre se la ha visto con los ojos cerrados. Trabaja junto con Velvet en misiones y rara vez se las ve separadas.
Velvet Kasai (ベルベット・カサイ, Berubetto Kasai)
Interpretada por: Chiaki Omigawa
Una estudiante japonesa-estadounidense de último año que forma parte del equipo SORD de St. Aile's International. Apodada "Vel", es extremadamente impulsiva y habla de una manera grosera equivalente a la de un gánster cuando la provocan. Trabaja junto con Sylvia en misiones y rara vez se las ve separadas.
Ayame Sengoku (仙石 綾芽, Sengoku Ayame)
Interpretado por: Naoto Kobayashi
El manejador de Sylvia y Velvet, hermano menor de Ichiru y miembro de la influyente familia Sengoku. Exmiembro de la generación anterior de Phantom Triggers. Notoriamente gana peso prominente después de retirarse del servicio activo y se vuelve un recluso, rara vez muestra su rostro en público. Conocido por ser descarado y bocazas, posiblemente incluso más que su hermana.
Aoi Aoi (蒼井 蒼, Aoī Aoi)
Interpretada por: Ami Koshimizu
Una exmiembro de sangre caliente de la generación anterior de Phantom Triggers, que sirvió como estudiante de reserva y pistolera de Hollow House, al servicio de Ichiru. Fue muy valorada como una de las mejores tiradoras de su época, así como una de las asesinas de Hollow más peligrosas. Murió antes de los eventos del Volumen 1, y su historia de fondo se explicó en un volumen posterior. Es debido a su muerte que Ichiru suele fumar como mecanismo de afrontamiento para lidiar con su muerte, ya que Aoi fumaba con bastante frecuencia. Su arma de elección, antes de su muerte, era una Smith & Wesson Modelo 629; el arma está actualmente en posesión de Yamamoto.
Enishi Urushihara (漆原 縁, Urushihara Enishi)
Interpretado por: Kenji Hamada
Exmiembro de la generación anterior de Phantom Triggers, que se desempeña como instructor y manejador del equipo. Se lo considera una de las únicas figuras paternas que ha tenido Haruto, si no la única. Abandonó la organización debido a que ellos eran responsables de la muerte de su esposa. Desde entonces, se convirtió en uno de los líderes de un sindicato del crimen.
Kuroe Samejima (鮫島 黒江, Samejima Kuroe)
Interpretada por: Ai Kakuma
Exmiembro de la generación anterior de Phantom Triggers, que se desempeña como guardaespaldas personal y asistente de Enishi. Destacada por ser una exmiembro de Hollow House, habiéndose graduado en la misma promoción que Aoi; se la conoce por ser extremadamente tranquila y reservada. A igual que Enishi, ha desertado de la organización para servir en un sindicato del crimen junto con su maestro. Fue la responsable de la muerte de Aoi.

## Anime
Con un total de 13 episodios se lanzó la adaptación de Le Fruit de la Grisaia al anime televisión, producida por 8-Bit y dirigida por Tensho , se emitió en Japón entre el 5 de octubre y 28 de diciembre de 2014 en el AT-X . El guion está escrito por Hideyuki Kurata , los diseños de personajes y jefe de dirección de animación son manejados por Akio Watanabe . El anime ha sido licenciado para el lanzamiento digital y video casero por Sentai Filmworks . Adaptaciones de anime de Le Labyrinthe de la Grisaia y Le Edén de la Grisaia estrenó en abril de 2015.
Se anunció una nueva adaptación de la serie de televisión de anime basada en Grisaia: Phantom Trigger, con Bibury Animation Studios regresando de las adaptaciones cinematográficas del juego para producir la serie. Está dirigida por Kōsuke Murayama, con Akio Watanabe como diseñador de personajes y director de animación en jefe, y Hitoshi Fujima, Yūsuke Takeda y Fuminori Matsumoto como compositores musicales. La serie originalmente iba a estrenarse en 2024, pero luego se retrasó. Se estrenó el 2 de enero de 2025 en Tokyo MX y otras cadenas. Crunchyroll obtuvo la licencia de la serie fuera de Asia.

## Música
Vídeo externa Shūmatsu no Fractal / Faylan PV (abreviatura ver.) ( Lantis ) - YouTube
Le Fruit de la Grisaia tiene seis piezas de tema musical : un tema de apertura y cinco temas que cierre. El tema de apertura es "Shūmatsu no Fractal" (終末のフラクタル " Fractal del Fin ") por Faylan . Cada heroína tiene su propio tema de cierre, empezando con el tema de Yumiko "autógrafa" (ホログラフ ) por Eufonius . El tema de Amane es "Home" de Miyuki Hashimoto . El tema de Michiru se "Skip" por Chata . El tema de Makina es "Mayoi no Mori" (迷いの森 , "Lost Bosque") por Hiromi Sato . El tema de Sachi es "Kono Hi no Mamá de" (この日のままで ) por Nana. El sencillo de "Shūmatsu sin fractal", que también contiene "Happy Soul Dance", fue lanzado el 26 de enero de 2011.
Tema de apertura del anime es "Rakuen no Tsubasa" (楽園の翼 "ala del paraíso") por Maon Kurosaki , y el tema principal conclusión es "Anata no Aishita Sekai" (あなたの愛した世界 , "El mundo que You Loved ") por Yoshino Nanjō .  Otros temas Ending incluyen "Canción del Edén" por Hana utilizado en el episodio dos, "Skip" utilizados en el episodio cinco, y "Sosei no Tanatosu" (創世のタナトス  " Thanatos del Génesis ") por Faylan se utilizó en el episodio trece. Varios temas que terminan de juego incluyen como canciones de inserción también se utilizan en el anime como "autógrafo" en el episodio seis y "Bosque Perdido" en el episodio nueve.